# Phi Luân Hải
Phi Luân Hải (tiếng Anh: Fahrenheit; tiếng Trung: 飛輪海; bính âm: Fēilúnhǎi) là một nhóm nhạc nam Đài Loan hoạt động tại châu Á từ năm 2005. Nhóm nhạc ra mắt với bốn thành viên: Uông Đông Thành, Thần Diệc Nho, Viêm Á Luân và Ngô Tôn. Phi Luân Hải nằm dưới quyền quản lý của Comic International Productions (可米國際影視事業股份有限公司). Các đĩa hát của nhóm do HIM International Music phân phối tại Đài Loan, WOW Music phân phối tại Hồng Kông và Pony Canyon phân phối tại Nhật Bản. Phi Luân Hải còn thường xuyên kết hợp với đàn chị của mình là S.H.E, nhóm nhạc cũng nằm dưới trướng công ty HIM International Music.
HIM chính thức tuyên bố vào ngày 22 tháng 6 năm 2011 rằng Ngô Tôn đã rời nhóm và Phi Luân Hải sẽ tiếp tục hoạt động với ba thành viên Uông Đông Thành, Thần Diệc Nho, Viêm Á Luân. Dẫu vậy, Ngô Tôn cũng đã tuyên bố trên blog chính thức của mình rằng anh ấy coi Phi Luân Hải như một phần quan trọng của cuộc đời và chỉ quyết định dứt áo ra đi để anh có thể có nhiều thời gian hơn bên gia đình, và anh sẽ cố gắng hết sức để có thể làm việc cùng ba thành viên khác của Phi Luân Hải trong tương lai. Ba thành viên còn lại Uông Đông Thành, Thần Diệc Nho và Viêm Á Luân cũng đã tuyên bố nhiều lần rằng họ vẫn sẽ coi Ngô Tôn là một phần của Phi Luân Hải.

## Xây dựng hình tượng

### Đối thủ của 183 Club
Phi Luân Hải có thể được coi là "em họ" của F4 vì cùng dưới quyền bà bầu Sài Trí Bình, lại đi cùng con đường mòn lên sao của F4 trước đó. Cụ thể là các thành viên tụ tập đông đủ trong một phim thần tượng Chung cực nhất ban (KO One) → thành lập nhóm nhạc → phát hành album nhạc phim. Do vậy, Phi Luân Hải nghiễm nhiên trở thành đối thủ "đáng gờm" nhất của 183 Club đương thời.
Album Fahrenheit của nhóm nén đủ thể loại nhạc, có thời điểm còn lấn át "đại ca" Châu Kiệt Luân trong trận chiến "ai hết đĩa nhanh hơn". Phi Luân Hải từng ghé qua Trung Quốc để nhận hai giải Nhóm nhạc xuất sắc nhất Đài Loan và Bản song ca đỉnh nhất (với Hebe của S.H.E).
Không chỉ vậy, hai đàn anh Minh Đạo và Vương Thiệu Vỹ (183 Club) cũng phải nhường bớt các kịch bản phim cho hai cậu em Ngô Tôn và Uông Đông Thành. Một trong những bộ phim nổi tiếng nhất của Ngô Tôn - Uông Đông Thành là Hoa dạng thiếu niên thiếu nữ. Cùng với Ella (S.H.E), hình ảnh bộ ba Hana Kimi đã phủ sóng khắp nơi ở thời điểm đó.

### Bạn thân của S.H.E
Người hâm mộ thường xuyên chứng kiến cảnh S.H.E mượn luôn các anh bạn điển trai Phi Luân Hải thay cho người mẫu trong các video của mình (ví dụ như Zen me ban). Còn Phi Luân Hải trong album cùng tên cũng không quên kéo theo Hebe góp giọng trong ca khúc (lẫn clip) Chỉ có cảm giác với em. Bộ tứ Phi Luân Hải cũng từng là khách mời danh dự trong show diễn tại Singapore của nhóm S.H.E.

## Thông tin bên lề
- Khoản học hành của các thành viên Phi Luân Hải rất "đỉnh" với Thần Diệc Nho sau khi tốt nghiệp ĐH Wen Ge Hua thì học liền lên thạc sĩ ở Canada, còn Ngô Tôn thì dừng lại ở mức cử nhân Quản trị kinh doanh trường ĐH RMIT tại Australia.
- Hầu hết ai cũng cho rằng đã là "gà cùng một mẹ" thì Phi Luân Hải và F4 phải thân nhau lắm. Nhưng sự thật là Phi Luân Hải mới chỉ ngắm các sư huynh F4 trên các bộ phim và clip, còn ngoài đời thì chưa gặp bao giờ.
- Ước mơ to lớn một thời của Phi Luân Hải là nổi tiếng như nhóm SMAP (J-pop) và tổ chức một tour diễn vòng quanh châu Á cỡ như Bi Rain.